# Захау (Гарделеген)
Захау (нем. Sachau) — деревня в Германии, в земле Саксония-Анхальт. Входит в состав города Гарделеген района Зальцведель.
Население составляет 154 человека (на 31 декабря 2006 года). Занимает площадь 8,63 км².
До 31 декабря 2010 года Захау имела статус общины (коммуны). 1 января 2011 года вошла в состав города Гарделеген. Последним бургомистром общины Захау была Фиола Мевес.

## Достопримечательности
Мемориал жертвам Первой мировой войны.